# Columbus (Indiana)
Pour les articles homonymes, voir Columbus.
La ville de Columbus (en anglais [kəˈlʌmbəs]) est le siège du comté de Bartholomew, dans l’État de l’Indiana, aux États-Unis. Sa population s’élevait à 44 061 habitants lors du recensement de 2010, estimée à 47 143 habitants en 2017. Columbus est célèbre pour son architecture moderne.

## Transports
Columbus possède un aéroport municipal (Columbus Municipal Airport, code AITA : CLU).

## Démographie
| Groupe            | Columbus | Indiana | États-Unis |
| ----------------- | -------- | ------- | ---------- |
| Blancs            | 86,9     | 84,3    | 72,4       |
| Asiatiques        | 5,6      | 1,6     | 4,8        |
| Afro-Américains   | 2,7      | 9,1     | 12,6       |
| Autres            | 2,5      | 2,7     | 6,4        |
| Métis             | 2,0      | 2,0     | 2,9        |
| Amérindiens       | 0,2      | 0,3     | 0,9        |
| Total             | 100      | 100     | 100        |
|                   |          |         |            |
| Latino-Américains | 5,8      | 6,0     | 16,7       |

## Personnalités liées à la ville
- Mike Pence, vice-président des États-Unis de 2017 à 2021.

## Représentation dans la culture
La ville de Columbus a été le décor du film dramatique homonyme Columbus réalisé par Kogonada sorti en 2017.

## Source
- (en) Cet article est partiellement ou en totalité issu de l’article de Wikipédia en anglais intitulé « Columbus, Indiana » (voir la liste des auteurs).

1. ↑  (en) « Columbus, IN Population - Census 2010 and 2000 », sur censusviewer.com.
2. ↑  (en) « Population of Indiana - Census 2010 and 2000 », sur censusviewer.com.